# Obstrucționism
Obstrucția parlamentară (uneori cunoscută sub numele american filibuster), este o tehnică parlamentară prin care se urmărește să se întârzie cât mai mult posibil adoptarea unei legi cu ajutorul mijloacelor reglementare ale camerei. Este de asemenea o tactică dilatorie care consistă în a pronunța în mod deliberat discursuri interminabile pentru a obstrucționa o dezbatere.